# Estadio municipal del Guiniguada
El estadio municipal del Guiniguada, también conocido como campo de La Angostura, es un campo de fútbol del municipio de  Santa Brígida (Las Palmas) España. Con capacidad para 1100 espectadores y con terreno de juego de césped artificial, acogió los encuentros de la Unión Deportiva Villa de Santa Brígida hasta 2012.
Para la temporada 2007-08 se llevó a cabo una amplia remodelación en el estadio para hacer frente al debut del equipo satauteño en la Segunda División B.